# Eulophia parilamellata
Eulophia parilamellata är en orkidéart som beskrevs av Friedhelm Reinhold Butzin. Eulophia parilamellata ingår i släktet Eulophia och familjen orkidéer.
Artens utbredningsområde är Kongo. Inga underarter finns listade i Catalogue of Life.